# アラン・ブラジル
アラン・バーナード・ブラジル（Alan Bernard Brazil, 1959年6月15日 - ）は、スコットランド・グラスゴー出身の元サッカー選手。元スコットランド代表。ポジションはFW。

## 経歴
ボビー・ロブソンの率いるイプスウィッチ・タウンFCでプロデビュー。1983年までに公式戦210試合に出場し、80ゴールを決めた。1980-81シーズンはUEFAカップ優勝とリーグ戦2位に貢献。翌1981-82シーズンはリーグで22ゴールを挙げ、ケビン・キーガンに次ぐ得点ランキング2位に入り、チームの2年連続2位フィニッシュに貢献した。また、このシーズンのチーム年間最優秀選手に選ばれた。
1983年3月に42万5千ポンドの移籍金でトッテナム・ホットスパーFCへと移籍。1983-84シーズンには2度目のUEFAカップ制覇を経験した。
1984年6月、マンチェスター・ユナイテッドFCへ62万5千ポンドの移籍金で移籍した。マンチェスター・ユナイテッドでは背中の怪我に苦しみ、出場機会が限られたが、1年半の在籍期間で公式戦16ゴールを記録した。
1986年1月、コヴェントリー・シティFCへ移籍。代わりにテリー・ギブソンがマンチェスター・ユナイテッドへ移った。コヴェントリーでは15試合の出場で2得点にとどまり、シーズン終了後にフリーとなった。その後加入したクイーンズ・パーク・レンジャーズFCでは4試合の出場にとどまった。
その後はノンリーグのチームやオーストラリア、スイスのチームでプレー。1990年に完全に現役を引退した。
スコットランド代表には1980年に初招集される。1982 FIFAワールドカップの代表メンバーにも選ばれ、2試合に出場した。代表メンバーの中で最年少だった。
引退後は解説者を務めている。

## タイトル
イプスウィッチ
- FAカップ:1977-78
- UEFAカップ:1980-81

トッテナム
- UEFAカップ:1983-84